# Johan Falk – De 107 patrioterna
Johan Falk: De 107 patrioterna är en svensk action-thriller från 2012 med Jakob Eklund i huvudrollen. Filmen släpptes på dvd den 10 oktober 2012 och är den elfte filmen om Johan Falk.

## Rollista

### G.S.I.
- Jakob Eklund - Johan Falk
- Meliz Karlge - Sophie Nordh
- Mikael Tornving - Patrik Agrell
- Alexander Karim - Niklas Saxlid
- Mårten Svedberg - Vidar Pettersson
- Zeljko Santrac - Matte
- Hanna Ullerstam - Ann-Louise Rojas

### Rydellgänget
- Jens Hultén - Seth Rydell
- Joel Kinnaman - Frank Wagner
- Anastasios Soulis - Felix Rydell
- Christian Brandin - Conny Lloyd
- Anders Gustavsson - Victor Eriksen
- Erik Lundin - Macke G:sson

### Övriga
- Eric Ericson - Dan Hammar
- Gustav Ekman Mellbin - Valter, Hammars gäng
- Anders Nordahl - Jarmo Lindqvist, Hammars gäng
- Victor Trägårdh - Harald, Hammars gäng
- Michael Jansson - Gillis, Hammars gäng
- Carlos Fernando - Johnny Ahmad, Zabangida
- Jessica Zandén - Eva Ståhlgren, länskrim
- Marie Richardson - Helén
- Alexandra Zetterberg - Lena Törnell, länspolismästare
- Johan Hedenberg - Örjan Bohlin
- Ruth Vega Fernandez - Marie Lindell
- André Sjöberg - Dick Jörgensen
- Isidor Alcaide Backlund - Ola Falk
- Hanna Alsterlund - Nina Andersson
- Jonas Bane - Bill
- Karin Bertling - Karin, Heléns mamma
- Shebly Niavarani - Avram Khan
- Åsa Fång - Nadja Agrell